# 나가요시 다쿠마
나가요시 다쿠마(일본어: 永芳 卓磨, 1986년 4월 18일 ~ )는 일본의 축구 선수이다.

## 구단 경력
과거 FC 기후, 오이타 트리니타, 도치기 SC, SC 사가미하라에서 활동하였다.